# Tumore a cellule di Sertoli
Il tumore a cellule di Sertoli è una neoplasia a cellule non germinali del testicolo, più in particolare alle cellule del Sertoli. Sebbene questo tumore normalmente si localizzi nel testicolo e sia quindi caratteristico del sesso maschile, esso può essere diagnosticato anche a livello di ovaio.
Il tumore a cellule di Sertoli-Leydig è una combinazione tra il tumore a cellule di Leydig e il tumore a cellule di Sertoli.

## Negli animali
Il tumore a cellule di Sertoli è stato riconosciuto esistere anche in altre specie animali, tra cui anatre, cani e cavalli.